# Éliane Escoubas
Éliane Escoubas est une philosophe, historienne de la philosophie et traductrice française.

## Biographie
Se rattachant à l'école phénoménologique Éliane Escoubas est spécialisée dans le domaine de la philosophie allemande, de la philosophie de l'art et celui de la psychiatrie phénoménologique (ou Daseinsanalyse).
Éliane Escoubas a été fortement marquée, au début des années 1960, par les cours de Gérard Granel consacrés à Husserl, Kant et Hegel à la faculté des lettres de Toulouse. Après l’agrégation, elle a enseigné au lycée de jeunes filles de Toulouse avant d’entrer, en 1967-1968, comme assistante à l’Université de Toulouse. En 1985, elle a soutenu sa thèse de doctorat d’État publiée l’année suivante aux Éditions Galilée sous le titre Imago Mundi. Topologie de l’art. Elle sera chargée de recherche au CNRS de 1987 à 1989, maître de conférences de philosophie à l’Université de Toulouse II - le Mirail et ensuite professeur de philosophie à l’Université d’Amiens.
Elle a enseigné à l'Université Paris 12 Val-de-Marne dont elle est aujourd'hui professeur émérite.
Elle a participé à la création du Collège international de Philosophie dans les années 1986-1989. Membre du Comité de rédaction de la revue La Part de l'œil (Bruxelles, Académie des Beaux-Arts), elle est jusqu'en 2006 directrice de la collection « Philosophica » aux Presses universitaires du Mirail. Avec Françoise Dastur, elle est responsable des séminaires parisiens de Daseinsanalyse à la Sorbonne.

## Œuvres

### Livres
- Imago Mundi. Topologie de l'art, 431 pp., Paris, Galilée, 1986
- Dossier « Art et phénoménologie », direction et édition du numéro 7, 272 pp. La Part de l'œil, 1991, Académie Royale des Beaux-Arts de Bruxelles
- L'Espace pictural, La Versanne, Encre Marine, 1995, 185 pp. + 16 pp. de reproductions (2e édition augmentée prévue en 2011).
- L'Esthétique, Paris, Ellipses, coll. Philo, 2004, 234 pp., nouvelle édition : éd. Ellipses, Poche, 2017.
- Questions heideggériennes, Stimmung, logos, traduction, poésie, Hermann, Le bel aujourd'hui, 2010.
- L'Invention de l'art, La Part de l'œil, coll. Théorie, 2019, 360 p.

### Traductions
- Edmund Husserl : Idées directrices pour une phénoménologie et une philosophie phénoménologique pures. Livre 2. Recherches phénoménologiques pour la constitution. Traduction, avant-propos et notes par Éliane Escoubas, 419 pp., Paris, Presses universitaires de France, 1982, (Épiméthée [«Avant-propos»: p. 5-20]).
- Theodor W. Adorno : Kierkegaard. Construction de l'esthétique (1933), traduction, préface et notes par Éliane Escoubas, 17 + 312 pp., Paris, Payot, 1995 (Critique de la politique. [« Préface »: 17 pp.])
- Theodor W. Adorno : Jargon de l'authenticité. Sur l'idéologie allemande (1965), traduction et préface par Éliane Escoubas, 204 pp.. Paris, Payot, 1989

### Articles et contributions
- Husserl, sous la direction d'Éliane Escoubas et Marc Richir. Jérôme Millon, Paris, 1989.
- Phénoménologie française et phénoménologie allemande , Deutsche und französische Phänomenologie, sous la direction d'Eliane Escoubas et Bernard Waldenfels. L'Harmattan, Paris, 2001 •  (ISBN 978-2-74750-093-7)
- Phénoménologie et esthétique, ouvrage collectif, Préface d'Éliane Escoubas, Encre Marine, Nice, 2002.
- « La Bildung des couleurs - Matériaux pour l'histoire de la théorie des couleurs » préface d'Éliane Escoubas, p. 9-23 pour la traduction par Maurice Elie du Traité des couleurs de Goethe, Presses Universitaires du Mirail, coll. Philosophica, Toulouse, 2003.
- Article : L'abstraction picturale : abstraction esthétique et phénoménologique paru dans Art et Savoir. De la connaissance à la connivence, - Sous la direction d'Isabelle Kustosz. L'Harmattan, Paris, 2004.
- Art et pathologies au regard de la phénoménologie et de la psychanalyse, sous la direction d'Éliane Escoubas et Caroline Gros, 203 p., coll. Pheno, Editeur Le Cercle hérméneutique, 2005.
- Affect et affectivité dans la philosophie moderne et la phénoménologie - Affekt und Affektivität in der neuzeitlichen Philosophie und der Phänomenologie, sous la direction d'Éliane Escoubas et Laszlo Tengelyi, 376 p., Coll. Ouverture philosophique, L'Harmattan, Paris, 2008. •  (ISBN 978-2-29605-332-8)